# Charles Koch (Entomologe)

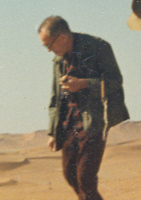
Charles Koch bei Forschungsarbeiten in der Namib-Wüste

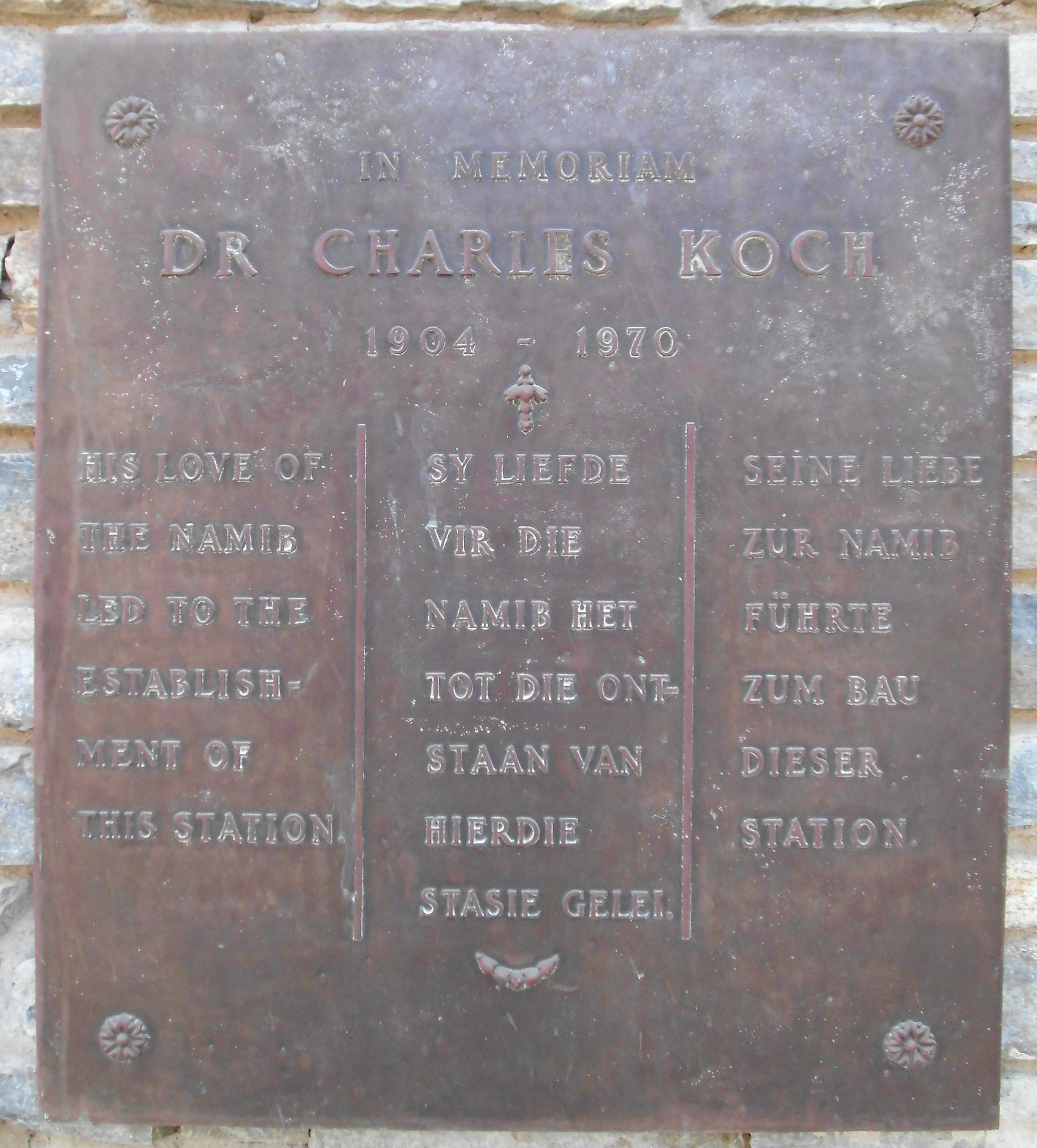
Gedenktafel im Gobabeb Training and Research Centre

Charles Koch (auch Charley Koch), geboren als Carl Koch (* 6. Januar 1904 in Wien; † 23. Februar 1970 in Windhoek, Namibia) war ein österreichischer Philosoph, Jurist und Entomologe. Er war Initiator und erster Direktor des Gobabeb Training and Research Centre, einer Forschungs- und Ausbildungsstation in Namibia, die sich in der Namib-Wüste befindet. Wissenschaftlich befasste sich Koch hauptsächlich mit der Systematik der Molurinen, einer Gruppe der Tenebrioniden, sowie der Ökologie der Wüstenfauna. Dabei hat er eine Reihe von Insekten taxonomisch erfasst. Er promovierte 1960 zum Dr. rer. nat. an der Ludwig-Maximilians-Universität in München.

## Studium und erste Anstellungen
Koch studierte Philosophie und Jura an der Universität in Wien und schloss sein Studium im Jahr 1929 ab. Direkt im Anschluss wurde er als Kurator am privaten Insektenkundemuseum Museo entomologico Pietro Rossi des Prinzen Alessandro C. della Torre e Tasso in Triest bzw. Duino angestellt und begann dort seine Studien der Tenebrioniden, die zum Schwerpunkt seines Forscherlebens wurden.
In den 1930er Jahren war Koch Schriftleiter der koleopterologischen Sektion der Münchner Entomologischen Gesellschaft.
Von 1937 bis 1948 war Koch Kurator der Insektenkunde am damaligen Privatmuseum „G. Frey“ in Tutzing.

## Koch als Kurator am Transvaal Museum in Südafrika
Koch forschte schwerpunktmäßig über Tenebrioniden in Afrika und nahm im Jahr 1949 an der Smithsonian-Harvard Peabody Expedition nach Südwestafrika teil. Die umfangreiche Tenebrioniden-Fauna bewog ihn, in Südafrika zu bleiben. Er erlangte eine vom südafrikanischen Council for Scientific and Industrial Research (CSIR) finanzierte Anstellung am Transvaal Museum in Pretoria; im Jahr 1953 wurde er dort fest als Kurator für Koleopteren angestellt.
Koch forschte in den ariden Gebieten Afrikas und wies eine enge phylogenetische Verbindung zwischen Somalia und Südwestafrika nach.
Er nahm 1951 und zwischen 1956 und 1958 an einigen der von der Smithsonian Institution und dem Harvard Peabody Museum geförderten Marshall-Expeditionen zur Erforschung der Lebensweise der Buschmänner teil.

## Koch und das Gobabeb Training and Research Centre in Namibia

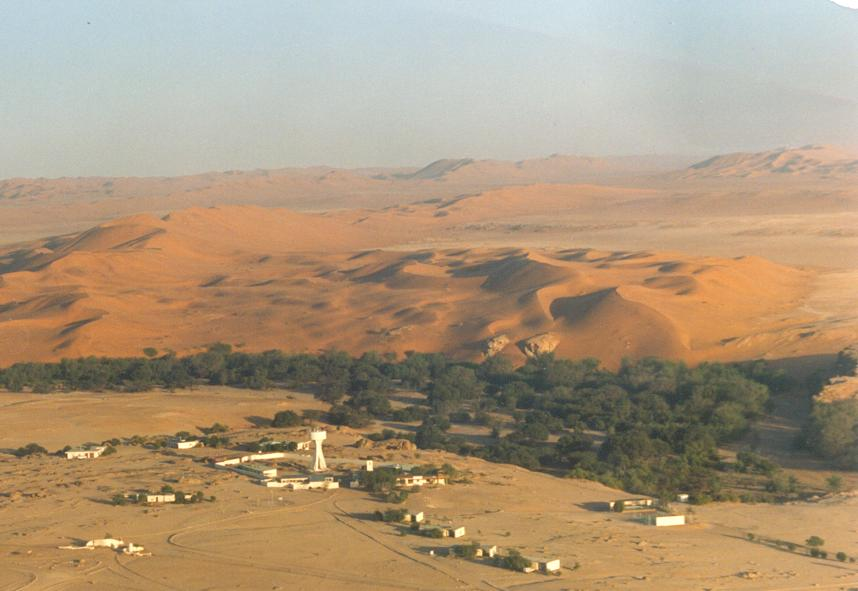
Luftaufnahme des Gobabeb Training and Research Centre

Im Jahr 1958 begleitete Koch eine Expedition in die Namib-Wüste, wo er eine große Artenvielfalt von Käfern vorfand. Auf Kochs Vorschlag hin wurde die Namib Desert Research Association gegründet und er konnte die südafrikanische Museumsvereinigung davon überzeugen, das Gobabeb Training and Research Centre in damals Südwestafrika einzurichten und zu finanzieren. Das Transvaal Museum verwaltete diese Station von 1963 bis zur Unabhängigkeit Namibias im Jahr 1990. Koch war ab 1962 für seine verbleibenden Lebensjahre Gründungsdirektor.

## Ehrungen
Zwei Arten von Reptilien sind nach ihm benannt: Colopus kochii und Ptenopus kochi.

## Publikationen
Koch hat eine Vielzahl von wissenschaftlichen Veröffentlichungen gemacht. Eine Übersicht seiner Publikationen bis 1944 findet sich in Wikispecies und für sein Lebenswerk in der Datenbank tenebrionidbase.org
Weitere Publikationen sind (unvollständig):
- Koch, C. 1957. Angaben über Verbreitung und Lebensweise der weißen Wüstentenebrioniden. In KUHNELT, S.B. (Jst. Akad. Wiss. math.-nat.), I, No. 166, 108-12.
- Koch, C. 1959. Die Namibdünen und ihre Tierwelt. Der Kreis, Windhoek, 6, 198–200.
- Koch, C. 1961. Some aspects of abundant life in the vegetationless sand of the Namib dunes: Positive psammotropism in Tenebrionid beetles. J. S. W. A. Scient. Soc. XV, 8–34, 77–92.
- Koch, C. 1963. An illustrated account of a major flood in the Kuisib river. Der Kreis. Afrikanische Monatshefte, 6:39